# Laura Nagy
Laura Nagy (* 23. April 2003) ist eine ungarische Handballspielerin.

## Karriere

### Im Verein
Laura Nagy spielte bis 2022 für die ungarische Junioren-Handball-Akademie in Balatonboglár. Nach ihrem Abitur 2022 ging sie nach Deutschland und unterschrieb einen Vertrag beim deutschen Erstligisten BSV Sachsen Zwickau. Mit Zwickau gelang ihr 2023 der Klassenerhalt über die Relegation. Ab Februar 2024 lief sie über ein Zweitspielrecht für den Zweitligisten VfL Waiblingen auf. Ab Sommer 2024 unterschrieb sie einen Zweijahresvertrag in Waiblingen.

### In Auswahlmannschaften
Mit der ungarischen Jugendnationalmannschaft gewann sie die Gold-Medaille bei der U17-Europameisterschaft 2017.